# Mondrepuis
Mondrepuis è un comune francese di 1 046 abitanti situato nel dipartimento dell'Aisne della regione dell'Alta Francia.

## Storia
Il villaggio fu fondato nel 1170 da Louis, abate di Bucilly, in associazione con Jacques d’Avesnes, signore de Guisa, su un terreno incolto di proprietà dell'abbazia di Bucilly, i cui abitanti furono affrancati seguendo le disposizioni della Carta di Vervins. I monaci dell'abbazia volevano attrarvi agricoltori per disboscare le vicine foreste.
Questa fondazione diede origine alla redazione di una Carta di affrancamento (codice giudiziairio). Questa carta enumerava le redevances degli abitanti verso i loro signori, piuttosto che i loro diritti e i loro doveri.
Nel 1590, vi ebbe luogo una sanguinosa battaglia tra realisti e calvinisti. Il luogo di questo combattimento porta ancora il nome di Champ de la tuerie (Campo delle uccisioni).
Durante la prima guerra mondiale Mondrepuis si trovò nella zona occupata dalle truppe tedesche nell'agosto del 1914; queste vi rimasero fino al 9 novembre 1918, quando il villaggio fu liberato dalle truppe francesi, due giorni prima dell'armistizio.

## Società

### Evoluzione demografica
Abitanti censiti